# منودن
منودن (به انگلیسی: Manuden) یک روستا و محله مدنی در بریتانیا است که در آتلزفورد واقع شده‌است. منودن ۶۷۷ نفر جمعیت دارد.